# Río Cuninico
Der Río Cuninico ist ein etwa 77 km langer linker Nebenfluss des Río Marañón im Nordosten von Peru in der Provinz Loreto der Region Loreto.

## Flusslauf
Der Flusslauf befindet sich im Amazonastiefland nördlich des Río Marañón. Der Río Cuninico entspringt einer Sumpfregion südzentral im Distrikt Urarinas. Der Río Cuninico fließt anfangs in südöstlicher Richtung und wendet sich allmählich nach Süden. Etwa 11 Kilometer oberhalb der Mündung erreicht der Fluss einen ehemaligen Flussarm des Río Marañón. Der Río Cuninico fließt 5 Kilometer nach Osten und wendet sich auf seinen letzten 4 Kilometern nach Süden, bevor er auf einen nördlichen Seitenarm des Río Marañón trifft. Der Ort Cuninico liegt am östlichen Flussufer an der Mündung des Río Cuninico in den Río Marañón.

## Einzugsgebiet
Der Río Cuninico entwässert eine Fläche von ungefähr 950 km². Das Einzugsgebiet ist von tropischem Regenwald und Sumpfgebieten bedeckt. Es grenzt im Westen an das des Río Urituyacu, im Norden und im Osten an das des Río Tigrillo, ein rechter Nebenfluss des Río Chambira. Eine Erdölpipeline quert den Unterlauf des Río Cuninico in westlicher Richtung.

## Entführung internationaler Touristen
Am 3. November 2022 wurde ein Schiff mit etwa 70 Touristen nahe Cuninico von Angehörigen der lokalen indigenen Volksgruppe festgesetzt, um auf die Verschmutzung der umliegenden Gewässer durch ein am 16. September desselben Jahres entstandenen Lecks an der nahe gelegenen Erdölpipeline aufmerksam zu machen. Laut Medien vom 5. November waren die Touristen wieder frei.